# Tlapa de Comonfort
Tlapa de Comonfort è un centro abitato del Messico, situato nello stato di Guerrero, capoluogo dell'omonimo comune.